# Світові легкоатлетичні естафети
Світові легкоатлетичні естафети — регулярні змагання з естафетного бігу, що проводяться Світовою легкою атлетикою на початку літнього легкоатлетичного сезону.
Міжнародна асоціація легкоатлетичних федерацій (ІААФ) ухвалила рішення про включення цих змагань до легкоатлетичного календарю на засіданні Ради ІААФ 10 серпня 2012.
Перші три першості були проведені у Нассау, після чого містом-господарем наступних змагань була обрана Йокогама.
У червні 2022 було прийнято рішення проводити змагання у парні роки (замість непарних), починаючи з 2024.

## Першості
| Рік  | Місто-господар | Дати проведення | Арена                          | Дисципліни | Країни-учасниці | Атлети | Командна першість[a] | Медальний залік |
| ---- | -------------- | --------------- | ------------------------------ | ---------- | --------------- | ------ | -------------------- | --------------- |
| 2014 | Нассау         | 24-25 травня    | Стадіон імені Томаса Робінсона | 10         | 41              | 470    | США                  |                 |
| 2015 | Нассау         | 2-3 травня      | Стадіон імені Томаса Робінсона | 10         | 42              | 584    | США                  |                 |
| 2017 | Нассау         | 22-23 квітня    | Стадіон імені Томаса Робінсона | 9          | 34              | 419    | США                  |                 |
| 2019 | Йокогама       | 11-12 травня    | Міжнародний стадіон            | 9          | 42              | 529    | США                  |                 |
| 2021 | Хожув          | 1-2 травня      | Сілезький стадіон              | 9          | 31              | 384    |                      | Італія          |
| 2024 | Нассау         | 4-5 травня      | Стадіон імені Томаса Робінсона | 5          | 52              | 893    |                      | США             |
| 2025 | Гуанчжоу       | 10-11 травня    | Олімпійський стадіон Гуандуна  | 6          |                 |        |                      | ПАР             |
| 2026 | Габороне       | 2-3 травня      |                                |            |                 |        |                      |                 |
| 2028 | Нассау         | 22-23 квітня    | Стадіон імені Томаса Робінсона |            |                 |        |                      |                 |

a  Кожна першість Світових естафет упродовж 2014—2019 передбачала визначення переможця командного заліку. Нею ставала збірна, яка набирала найбільшу кількість очок за схемою: 8 очок за перше місце в кожній дисципліні з пониженням до 1 очка за 8 місце у фіналах. Команда-переможниця отримувала символічний приз «Золота естафетна паличка» (англ. Golden Baton).

## Естафетні дисципліни
Формат змагань передбачає визначення переможців серед збірних команд країн-членів Світової легкої атлетики у чоловічих (Ч), жіночих (Ж) та змішаних (З) естафетних дисциплінах.
У програмах змагань усіх першостей Світових естафет були представлені лише чоловічі та жіночі естафети 4×100 та 4×400 метрів.
| Естафети → Рік ↓ | 4×100 м | 4×200 м | 4×400 м | 4×800 м | 4×1500 м | Комбінована | 2×2×400 м | Бар'єрна |     |     |     |    |     |     |    |     |     |    |    |    |     |    |    |     |
| Естафети → Рік ↓ | Ч       | Ж       | З       | Ч       | Ж        | З           | Ч         | Ж        | З   | Ч   | Ж   | З  | Ч   | Ж   | З  | Ч   | Ж   | З  | Ч  | Ж  | З   | Ч  | Ж  | З   |
| ---------------- | ------- | ------- | ------- | ------- | -------- | ----------- | --------- | -------- | --- | --- | --- | -- | --- | --- | -- | --- | --- | -- | -- | -- | --- | -- | -- | --- |
| 2014             | Yes     | Yes     | Ні      | Yes     | Yes      | Ні          | Yes       | Yes      | Ні  | Yes | Yes | Ні | Yes | Yes | Ні | Ні  | Ні  | Ні | Ні | Ні | Ні  | Ні | Ні | Ні  |
| 2015             | Yes     | Yes     | Ні      | Yes     | Yes      | Ні          | Yes       | Yes      | Ні  | Yes | Yes | Ні | Ні  | Ні  | Ні | Yes | Yes | Ні | Ні | Ні | Ні  | Ні | Ні | Ні  |
| 2017             | Yes     | Yes     | Ні      | Yes     | Yes      | Ні          | Yes       | Yes      | Yes | Yes | Yes | Ні | Ні  | Ні  | Ні | Ні  | Ні  | Ні | Ні | Ні | Ні  | Ні | Ні | Ні  |
| 2019             | Yes     | Yes     | Ні      | Yes     | Yes      | Ні          | Yes       | Yes      | Yes | Ні  | Ні  | Ні | Ні  | Ні  | Ні | Ні  | Ні  | Ні | Ні | Ні | Yes | Ні | Ні | Yes |
| 2021             | Yes     | Yes     | Ні      | Yes     | Yes      | Ні          | Yes       | Yes      | Yes | Ні  | Ні  | Ні | Ні  | Ні  | Ні | Ні  | Ні  | Ні | Ні | Ні | Yes | Ні | Ні | Yes |
| 2024             | Yes     | Yes     | Ні      | Ні      | Ні       | Ні          | Yes       | Yes      | Yes | Ні  | Ні  | Ні | Ні  | Ні  | Ні | Ні  | Ні  | Ні | Ні | Ні | Ні  | Ні | Ні | Ні  |
| 2025             | Yes     | Yes     | Yes     | Ні      | Ні       | Ні          | Yes       | Yes      | Yes | Ні  | Ні  | Ні | Ні  | Ні  | Ні | Ні  | Ні  | Ні | Ні | Ні | Ні  | Ні | Ні | Ні  |

## Медальний залік
Інформація вказана по першість 2024 року включно.
| Місце               | Країна                   | Золото | Срібло | Бронза | Загалом |
| ------------------- | ------------------------ | ------ | ------ | ------ | ------- |
| 1                   | США                      | 26     | 7      | 2      | 35      |
| 2                   | Ямайка                   | 5      | 8      | 6      | 19      |
| 3                   | Польща                   | 3      | 8      | 1      | 12      |
| 4                   | Кенія                    | 3      | 6      | 2      | 11      |
| 5                   | Німеччина                | 3      | 1      | 4      | 8       |
| 6                   | Італія                   | 3      | 0      | 1      | 4       |
| 7                   | Франція                  | 1      | 2      | 2      | 5       |
| 8                   | Канада                   | 1      | 2      | 1      | 4       |
| 9                   | Багамські Острови        | 1      | 2      | 0      | 3       |
| 10                  | Тринідад і Тобаго        | 1      | 1      | 2      | 4       |
| 11                  | Ботсвана                 | 1      | 1      | 1      | 3       |
| 11                  | Нідерланди               | 1      | 1      | 1      | 3       |
| 13                  | Бразилія                 | 1      | 1      | 0      | 2       |
| 14                  | Нігерія                  | 1      | 0      | 1      | 2       |
| 15                  | Куба                     | 1      | 0      | 0      | 1       |
| 16                  | Японія                   | 0      | 3      | 2      | 5       |
| 17                  | ПАР                      | 0      | 2      | 0      | 2       |
| 18                  | Австралія                | 0      | 1      | 6      | 7       |
| 18                  | Велика Британія          | 0      | 1      | 6      | 7       |
| 20                  | КНР                      | 0      | 1      | 2      | 3       |
| 21                  | Ірландія                 | 0      | 1      | 1      | 2       |
| 22                  | Сент-Кіттс і Невіс       | 0      | 1      | 0      | 1       |
| 22                  | Барбадос                 | 0      | 1      | 0      | 1       |
| 22                  | Білорусь                 | 0      | 1      | 0      | 1       |
| 25                  | Бельгія                  | 0      | 0      | 3      | 3       |
| 26                  | Данія                    | 0      | 0      | 1      | 1       |
| 26                  | Домініканська Республіка | 0      | 0      | 1      | 1       |
| 26                  | Еквадор                  | 0      | 0      | 1      | 1       |
| 26                  | Ефіопія                  | 0      | 0      | 1      | 1       |
| 26                  | Португалія               | 0      | 0      | 1      | 1       |
| 26                  | Росія                    | 0      | 0      | 1      | 1       |
| 26                  | Словенія                 | 0      | 0      | 1      | 1       |
| Загалом (32 збірні) | Загалом (32 збірні)      | 52     | 52     | 51     | 155     |